# Оотека

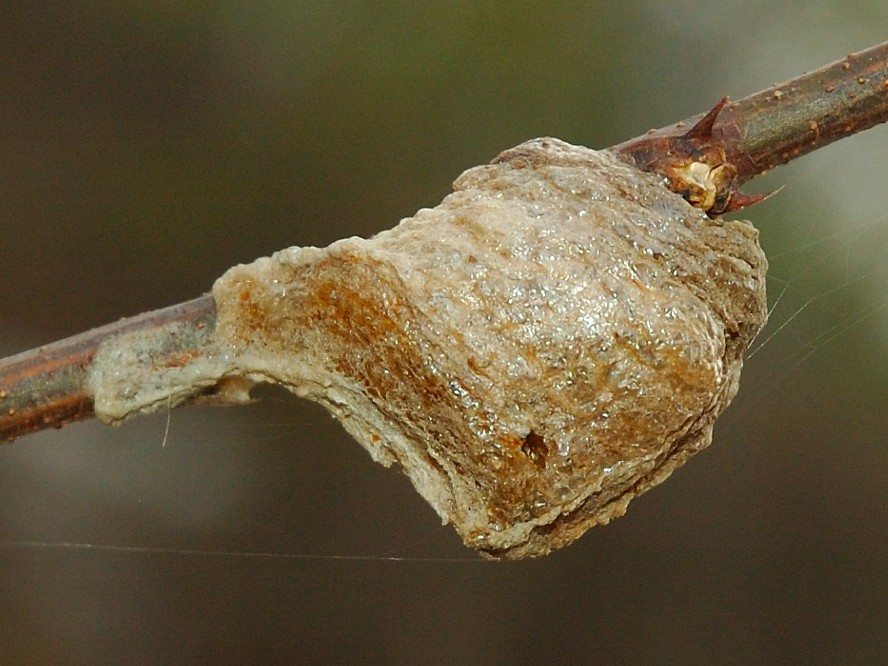
Оотека богомола

Ооте́ка (від дав.-гр. ᾠόν «яйце» + θήκη «сховок, сховище») — форма відкладання яєць у деяких молюсків та комах ряду тарганоподібних. Це укладені в поземному положенні в два або більше рядів яйця, залиті застиглим пінявим білковим матеріалом так, що виходить капсула. Оотеки дуже стійкі до зовнішніх впливів: так, у синантропних видів тарганів вони можуть витримувати мінусові температури й вплив отрутохімікатів протягом тривалого часу.
Самки деяких комах носять оотеку в собі до самого моменту народження потомства (наприклад, такі види, як мадагаскарський тарган або мармуровий тарган), інші види скидають оотеку задовго до народження (наприклад, чорний тарган).

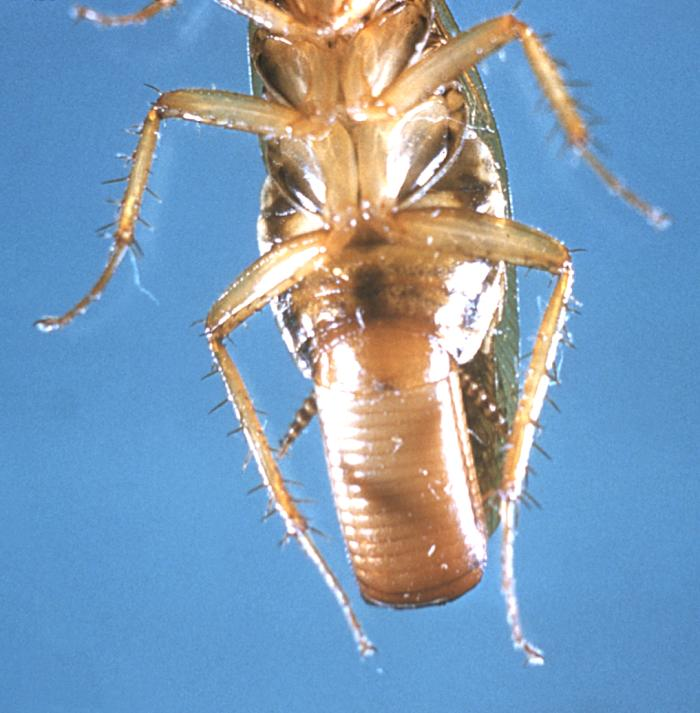
Самиця таргана (Blatella germanica) з оотекою